# Estádio Banco Guayaquil

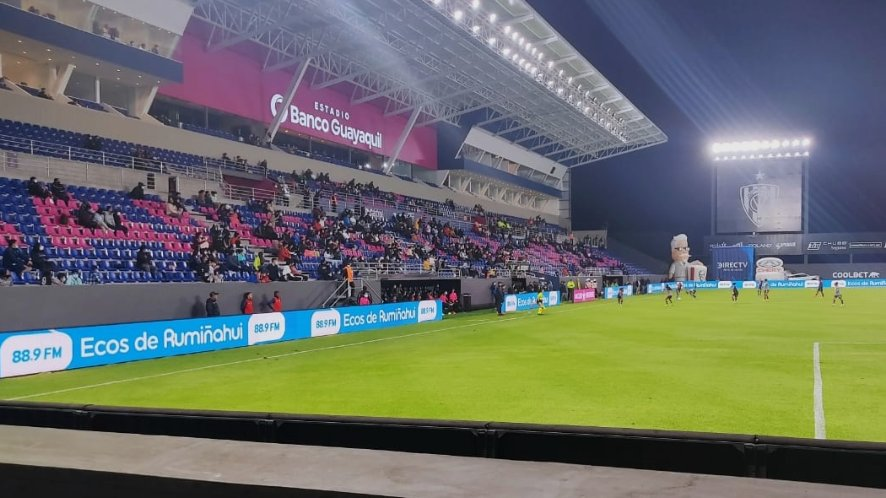
Estádio Banco Guayaquil

Estadio Banco Guayaquil, mais conhecido como Complejo Independiente del Valle, é uma arena de futebol dentro das dependências do Independiente del Valle, mais precisamente ao lado de seu CT, em Sangolquí, Equador
Atualmente o local é palco das partidas nacionais e continentais do Independiente del Valle e a sua equipe B, o Independiente Del Valle Juniors
A Arena se localiza a 12km do centro de Quito, na região de Pichincha com 2.850 mts de altitude e tem capacidade para 12.000 espectadores, o que não permite que a equipe atue em casa nas fases decisivas das competições da CONMEBOL apesar de ter recebido a partida de Ida da Recopa 2023 após liberação da entidade.

## História
O Projeto do del Valle era para deixar para trás os dias de jogos em seu estádio (na época) com apenas 7 mil lugares de capacidade, foi quando o gerente geral Santiago Morales, relevou o projeto a imprensa em outubro de 2019.
A construção teve início em outubro de 2020, e a inauguração da grande obra aconteceu em 18 de fevereiro de 2021, o estádio foi o primeiro do Equador a ter naming rights do banco equatoriano Guayaquill e 100% dos acentos individuais em cadeiras
O Estádio é dividido em setores sul, oeste e leste, além de contar com 30 camarotes, 3 áreas de lazer, 4 vestiários, 12 cabines de imprensa, sala de transmissões, sala de eventos sociais, sala de coletiva de imprensa, 1500 vagas de estacionamento, museu do clube e ar condicionado frio em todas essas áreas
Com apenas duas rodadas de atraso da data prevista para a inauguração seguindo o calendário da Liga Equatoriana, deixando de ser na primeira semana de março de 2021, para ocorrer no dia 20 de março de 2021, 5ª rodada, onde o Del Valle venceu o Delfín com gol inaugural de Lorenzo Faravelli, em partida que foi vencida pelos donos da nova casa por 2 a 0, a iluminação foi instalada em Junho, permitindo o estádio de receber partidas continentais dos campeonatos da CONMEBOL, além de antenas de WI-FI, caixas de áudio, outdores e placaras de LED, enfermaria e sala de representantes oficiais, todas os custos foram bancados pelo próprio clube e seu novo parceiro com orçamento de 12 Milhões de Dolares

### Noite de gala, Recopa 2023
Mesmo sem a capacidade permitida para receber sequer as oitavas de final de uma competição continental o Estádio Banco Guayaquil recebeu a partida de ida da CONMEBOL Recopa 2023 na noite fria e sob garoa de 22 de fevereiro daquele ano, entre Indepediente Del Valle e Flamengo, que terminou com a vitória do Del Valle por 1-0 contra o então terceiro colocado da Copa do Mundo de Clubes da FIFA, em um gramado muito elogiado pelos Flamenguistas